# Weepine Lake
Weepine Lake är en sjö i Kanada.   Den ligger i countyt Haliburton County och provinsen Ontario, i den sydöstra delen av landet, 200 km väster om huvudstaden Ottawa. Weepine Lake ligger 453 meter över havet. Den ligger vid sjön Fourcorner Lake.
I omgivningarna runt Weepine Lake växer i huvudsak blandskog. Runt Weepine Lake är det mycket glesbefolkat, med 3 invånare per kvadratkilometer.